# 阿瑟·华尔
阿瑟·华尔（英語：Arthur Charles Wahl，1917年9月8日—2006年3月6日），美国化学家，在加利福尼亞大學柏克萊分校读博时是格倫·西奧多·西博格的博士生，在1941年2月时成功提取、分离钚元素。他也曾参与曼哈顿计划。

## 扩展阅读
Jeremy Bernstein: Plutonium: A History of the World's Most Dangerous Element. Cornell University Press, 2009. ISBN 0-8014-7517-1

## 脚注
1. ↑  ACS Award for Nuclear Chemistry 的存檔，存档日期2010-11-05.
2. ↑  Glenn Seaborg: Chamberlain of Science. （页面存档备份，存于） Science Spectra. Nº 11 (1998)